# Preslav
Preslav (v virih Prezlaus, Pretzlai), okrog leta 1043, je bil odvetnik Heme Selško-breške in morda njen sorodnik.
Leta 1043 je bil po zaslugah grofice Heme izpričan kot upravitelj Savinjske doline, morda pa je bil tudi njen sorodnik. Morda je odvetnik Preslav istoveten z nekim Preslavom, ki se pri Kamnu omenja v letu 1050. Po Pirchegerju je bil Preslav začetnik Žovneških, kasnejših Celjskih grofov. Vendar danes prevladuje mnenje, da je bil prednik slednjih neki Askvin, prav tako Hemin odvetnik. 